# Кочубей, Василий Григорьевич
Васи́лий Григо́рьевич Кочубе́й (родился 4 ноября 1936 года, село Абан Красноярского края — 24 апреля 2006 год, Иркутск) — доктор медицинских наук (1982), профессор (1989), заведующий кафедрой анатомии человека (1990) Иркутского государственного медицинского университета.

## Биография
Родился В. Г. Кочубей 4 ноября 1936 года в селе Абан Красноярского края в крестьянской семье. После окончания Иланской средней школы в 1954 году поступает на лечебный факультет Иркутского медицинского института и в 1960 году заканчивает учёбу.
Уже в студенческие годы он проявил себя интересующимся, трудолюбивым, дисциплинированным студентом, ответственно относился ко всем поручениям, активно принимал участие во всех мероприятиях группы, факультета и института. Учился на хорошо и отлично. Все студенческие годы он увлечённо занимался в студенческом научном кружке по хирургии, его интерес к хирургии повлиял на выбор его специальности.
После окончания вуза с 1960 по 1963 годы Василий Григорьевич работал хирургом и одновременно являлся главным врачом Куйтунской районной больницы Иркутской области. Работая в районной больнице, он состоялся как хирург, много оперировал, иногда даже в полевых условиях при свете тракторов. Многие пациенты с благодарностью вспоминают о нём.
С 1963 по 1966 годы В. Г. Кочубей — аспирант кафедры госпитальной хирургии, а с 1966 по 1976 годы — ассистент данной кафедры. В 1967 году в жизни Василия Григорьевича наступил новый этап — он женился, а в 1968 году произошло замечательное событие: родился сын Андрей, и Василию Григорьевичу была присуждена учёная степень кандидата медицинских наук. С 1976 года по 1981 годы он занимал должность ассистента курса онкологических заболеваний. В 1977 году родился второй сын, Вадим. Оба сына продолжили семейную традицию стали врачами, закончив лечебный факультет медицинского института. Замечательная жена, прекрасные сыновья всегда были гордостью отца.
С 1981 по 1989 годы В. Г. Кочубей был руководителем научно-клинического отдела и заместитель директора по науке в НИИ хирургии ВСНЦ СО АМН СССР. В 1982 году ему присуждена учёная степень доктора медицинских наук. С 1989 года В. Г. Кочубей — профессор кафедры анатомии человека ИГМИ и учёный секретарь Совета. С 1990 года — заведующий кафедрой анатомии человека. Василий Григорьевич проработал на кафедре 17 лет, из них в должности заведующего 16 лет. Все годы он уделял особое внимание учебному процессу, подготовке кадров. Им опубликованы научные и учебно-методические работы, монография, под его руководством выполнялись кандидатские диссертации. На протяжении ряда лет он являлся членом диссертационного совета по специальности хирургия при ИГМУ.